# Tipula rucana
Tipula rucana är en tvåvingeart som beskrevs av Alexander 1946. Tipula rucana ingår i släktet Tipula och familjen storharkrankar.
Artens utbredningsområde är Peru. Inga underarter finns listade i Catalogue of Life.